# Bukoba
Bukoba es una ciudad de Tanzania, capital de la región de Kagera en el noroeste del país.
En 2012, el territorio de la ciudad tenía una población de 128 796 habitantes.
Recibe su nombre del pueblo koba, los habitantes originales del área. La localidad se ubicaba en el centro del reino histórico de Buhaya. Se desarrolló como ciudad a partir de 1890, cuando Emin Pasha eligió el lugar como sede colonial alemana en la cual se asentó una compañía de la Schutztruppe, a lo cual se sumó la construcción cercana del ferrocarril Lunatic Express por los británicos asentados más al norte.
Se ubica en la costa occidental del lago Victoria, sobre la carretera B8 que une Kampala con Kigoma.

## Administración
Dentro de la región de Kagera, la ciudad cuenta con una administración propia al mismo nivel que un valiato. Además, da nombre al valiato homónimo que la rodea, del cual es capital sin formar parte del mismo. La ciudad se divide en catorce katas:
- Bakoba
- Bilele
- Buhemba
- Hamugembe
- Ijuganyondo
- Kagondo
- Kahororo
- Kashai
- Kibeta
- Kitendaguroward
- Miembeni
- Nshambya
- Nyanga
- Rwamishenye

## Clima
| Parámetros climáticos promedio de Bukoba | Parámetros climáticos promedio de Bukoba | Parámetros climáticos promedio de Bukoba | Parámetros climáticos promedio de Bukoba | Parámetros climáticos promedio de Bukoba | Parámetros climáticos promedio de Bukoba | Parámetros climáticos promedio de Bukoba | Parámetros climáticos promedio de Bukoba | Parámetros climáticos promedio de Bukoba | Parámetros climáticos promedio de Bukoba | Parámetros climáticos promedio de Bukoba | Parámetros climáticos promedio de Bukoba | Parámetros climáticos promedio de Bukoba | Parámetros climáticos promedio de Bukoba |
| Mes                                      | Ene.                                     | Feb.                                     | Mar.                                     | Abr.                                     | May.                                     | Jun.                                     | Jul.                                     | Ago.                                     | Sep.                                     | Oct.                                     | Nov.                                     | Dic.                                     | Anual                                    |
| ---------------------------------------- | ---------------------------------------- | ---------------------------------------- | ---------------------------------------- | ---------------------------------------- | ---------------------------------------- | ---------------------------------------- | ---------------------------------------- | ---------------------------------------- | ---------------------------------------- | ---------------------------------------- | ---------------------------------------- | ---------------------------------------- | ---------------------------------------- |
| Temp. máx. abs. (°C)                     | 30.6                                     | 31.0                                     | 31.4                                     | 31.1                                     | 30.1                                     | 31.1                                     | 30.6                                     | 28.9                                     | 30.0                                     | 29.6                                     | 30.2                                     | 30.3                                     | 31.4                                     |
| Temp. máx. media (°C)                    | 26.5                                     | 26.6                                     | 26.2                                     | 25.8                                     | 25.6                                     | 25.7                                     | 25.4                                     | 25.5                                     | 25.9                                     | 26.5                                     | 26.2                                     | 26.3                                     | 26.0                                     |
| Temp. media (°C)                         | 21.3                                     | 21.4                                     | 21.3                                     | 21.3                                     | 21.2                                     | 20.8                                     | 20.3                                     | 20.4                                     | 20.8                                     | 21.3                                     | 20.9                                     | 20.6                                     | 20.9                                     |
| Temp. mín. media (°C)                    | 16.1                                     | 16.2                                     | 16.3                                     | 16.8                                     | 16.7                                     | 15.9                                     | 15.2                                     | 15.5                                     | 15.7                                     | 16.2                                     | 15.5                                     | 15.0                                     | 15.9                                     |
| Temp. mín. abs. (°C)                     | 11.1                                     | 11.7                                     | 10.6                                     | 10.6                                     | 10.0                                     | 12.2                                     | 10.6                                     | 10.0                                     | 10.9                                     | 10.6                                     | 11.1                                     | 12.8                                     | 10.0                                     |
| Precipitación total (mm)                 | 154                                      | 173                                      | 253                                      | 367                                      | 304                                      | 84                                       | 51                                       | 71                                       | 98                                       | 170                                      | 209                                      | 208                                      | 2144                                     |
| Días de precipitaciones (≥ 1.0 mm)       | 13                                       | 13                                       | 18                                       | 20                                       | 17                                       | 6                                        | 5                                        | 8                                        | 10                                       | 15                                       | 18                                       | 16                                       | 158                                      |
| Humedad relativa (%)                     | 79                                       | 79                                       | 79                                       | 80                                       | 80                                       | 77                                       | 75                                       | 78                                       | 78                                       | 77                                       | 79                                       | 78                                       | 78                                       |
| Fuente: Deutscher Wetterdienst           |                                          |                                          |                                          |                                          |                                          |                                          |                                          |                                          |                                          |                                          |                                          |                                          |                                          |